# Шевченко, Николай Петрович
Николай Петрович Шевченко (1 августа 1934 — 9 июля 2020) — советский и российский муниципальный деятель. Почётный строитель России. Почётный гражданин города Старый Оскол (2002) и Белгородской области (2004).

## Биография
Родился 1 августа 1934 года в городе Паркоммуна Луганской области Украины.
До армии работал бурильщиком нефтяных и газовых скважин в Абхазии. В 1953—1960 годах проходил военную службу танкистом в Группе советских войск в Германии.
В 1960—1961 гг. — слесарь-монтажник, слесарь-трубопроводчик сварочно-монтажного треста в Краснодаре, с 1961 г. — слесарь-монтажник, бригадир слесарей-монтажников, заместитель начальника, начальник монтажного управления треста «Сибметаллургмонтаж» на строительстве Западно-Сибирского металлургического комбината в Новокузнецке.
Окончил Сибирский металлургический институт (1970 г.) и Московский институт управления (1980 г.).
В 1975 году, в соответствии с решением правительства СССР, был назначен управляющим трестом «Центрометаллургмонтаж» (с местом дислокации в Белгороде), созданным для возведения объектов мощного территориально-производственного комплекса на базе минеральных ресурсов Курской магнитной аномалии. Шевченко строил в Старом Осколе крупнейший в Европе цементный завод, рудоремонтный завод, Стойленский ГОК, Оскольский электрометаллургический комбинат — первенец отечественной бездоменной металлургии, в Губкине — Лебединский ГОК, десятки других объектов КМА.
В 1983—1986 гг. — первый секретарь Старооскольского горкома КПСС, в 1987—1990 гг. — председатель облисполкома Белгородского областного Совета народных депутатов. Также в 1985—1990 гг. — депутат Верховного Совета РСФСР.
В 1990—1993 гг. — народный депутат РСФСР, являлся членом Комиссии Съезда народных депутатов России по разработке новой Конституции Российской Федерации.
В 1990—1995 гг. — директор-распорядитель строящегося металлургического завода в городе Аджаокута, Республика Нигерия.
С марта 1996 года по 17 октября 2007 года — глава администрации города Старый Оскол и Старооскольского района Белгородской области. На эту должность избирался три раза подряд — в 1996, 1999 и 2003 годах. Под его руководством Старооскольский регион занял лидирующие позиции в стране по социально-экономическому и культурному развитию, Старый Оскол неоднократно становился призёром Всероссийского конкурса на звание «Лучший благоустроенный город России».
С 1997 по 2005 г.— депутат Белгородской областной Думы двух созывов.
Избирался заместителем председателя Совета муниципальных образований Белгородской области, членом Координационного Совета представителей российских городов чёрной металлургии.
В 2020 году решением Совета депутатов округа Центру образования №1 «Академия знаний» присвоено имя Николая Шевченко, а в сентябре 2021 года на здании установили мемориальную доску с его портретом. По инициативе старооскольских депутатов именем Николая Шевченко носит одна из улиц города.

## Семья
- Жена Людмила

## Награды
Отмечен многими государственными наградами СССР и Российской Федерации. В их числе:
- орден Трудового Красного Знамени (1965)
- орден Ленина (1971)
- орден Октябрьской революции (1981)
- орден Дружбы народов (1985)
- медаль ордена «За заслуги перед Отечеством» II степени (1999)
- медаль ордена «За заслуги перед Отечеством» I степени (2004)
- медаль «За заслуги перед землей Белгородской» (2004)
- высший знак отличия Белгородской области — коллекции памятных медалей «Прохоровское поле-третье ратное поле России» 1 степени (2007).
- по итогам Всероссийского конкурса в 2005 году удостоен звания «Лучший муниципальный служащий»
- награды иностранных государств